# Instytut Tele- i Radiotechniczny

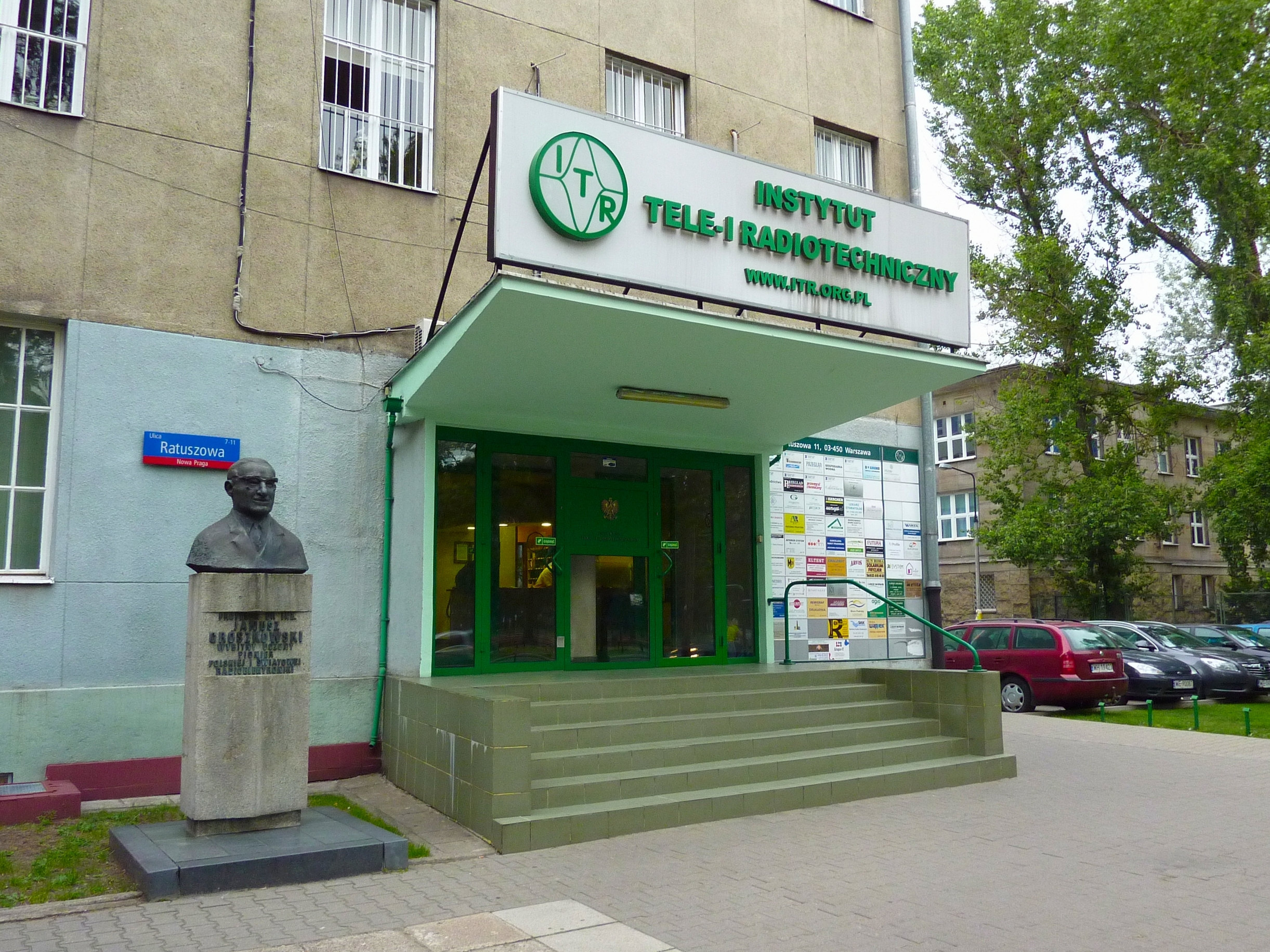
Wejście do Instytutu Tele- i Radiotechnicznego przy ul. Ratuszowej 11

Sieć Badawcza Łukasiewicz – Instytut Tele- i Radiotechniczny (ang. Łukasiewicz Research Network - Tele and Radio Research Institute) – polski państwowy instytut badawczy z siedzibą w Warszawie, prowadzący badania nad wysoko rozwiniętymi technologiami i innowacjami, szczególnie w zakresie systemów teleinformatycznych, elektroniki, montażu elektronicznego oraz rozwiązań dla Przemysłu 4.0.

## Historia
Swoje początki ITR ma w 1929 r., kiedy to powołano do życia Instytut Radiotechniczny, który skupiał się na pracach z zakresu radioelektroniki. Dzielił się on na działy: lamp elektronowych, kontroli nadawań, materiałów piezoelektrycznych i magnetycznych oraz probierczy. W kwietniu 1934 Instytut Radiotechniczny został połączony z Laboratorium Teletechnicznym Ministerstwa Poczt i Telegrafów, tworząc Państwowy Instytut Telekomunikacyjny. Mieścił się on w budynkach przy ul. Ratuszowej w Warszawie, zwolnionych przez Państwową Wytwórnię Łączności. ITR wciąż ma tam swoją siedzibę.
Państwowy Instytut Telekomunikacyjny podzielony był na wydziały: Radiotechniki, Teletechniki i Techniki Pocztowej. Były w nim prowadzone badania dotyczące radiotechniki, kontynuując prace prowadzone w Instytucie Radiotechnicznym. W kolejnych latach Instytut rozszerzał się, prowadząc badania w coraz szerszym zakresie. W 1935 zorganizowany został dział telewizji, który był pierwszą taką polską placówką i jedną z pierwszych w świecie. Na podstawie prowadzonych tam prac w 1937 uruchomiono pierwszą polską stację telewizyjną (mechaniczną w standardzie 120 linii) w gmachu Prudentialu, trwały też prace nad telewizją elektroniczną 343-liniową, które w momencie wybuchu II wojny światowej były na ukończeniu. Przed wybuchem wojny w Instytucie zatrudnionych było 350 osób.
W czasie niemieckiej okupacji, na terenie Państwowego Instytutu Telekomunikacyjnego działał zakład Werkstatt für Fernmeldetechnik.
Już jesienią 1944 r. po wyzwoleniu warszawskiej Pragi byli pracownicy PIT zaczęli przywracać Instytut do życia.
W 1945 wznowiono działalność Instytutu pod kierownictwem prof. Janusza Groszkowskiego. W 1947 r. zostały wznowione prace w dziedzinie telewizji. Dynamiczny rozwój Instytutu zaowocował utworzeniem w 1950 oddziału w Gdańsku, zajmującego się problematyką radionawigacyjną, oraz we Wrocławiu zajmujący, się problemami miernictwa i technologii materiałów mikrofalowych. W 1951 Państwowy Instytut Telekomunikacyjny podzielony został na Przemysłowy Instytut Telekomunikacji oraz Instytut Łączności.
W tym samym roku (15 grudnia 1951 r.) podczas wystawy radiowej, zorganizowanej w siedzibie Związku Nauczycielstwa Polskiego Instytut Łączności z Ratuszowej 11 przeprowadził pierwszy publiczny pokaz funkcjonowania urządzeń telewizyjnych. W drugiej połowie 1952 r. zakończono budowę nadajnika wizji, tworząc tym samym warunki do uruchomienia pierwszej polskiej doświadczalnej stacji telewizyjnej. Nadajnik wraz z osprzętem został umieszczony na dachu budynku przy ul. Ratuszowej 12. 25 października 1952 r. doświadczalna stacja telewizyjna ze studia przy ul. Ratuszowej 11 wyemitowała pierwszy w powojennej historii Polski program telewizyjny.
Podczas kolejnej reorganizacji ośrodków naukowo-badawczych w maju 1956 z części PIT i Centralnego Biura Konstrukcyjnego Telekomunikacji utworzono Instytut Tele- i Radiotechniczny. Inicjatorem jego powstania i pierwszym dyrektorem (w latach 1956–1967) został mgr inż. Kazimierz Cieliszak. W 1956 r. w ITR wyodrębnione zostały trzy wydziały naukowo-badawcze: teletechniczny, radiotechniczny i technologiczny. Dodatkowo utworzono Zakład Doświadczalny. W latach 60. w ITR skonstruowano prototypowy układ nadajnika i kamery telewizji kolorowej (wówczas nazywanej telewizją tęczową). 7 listopada 1961 r. ITR w swojej siedzibie przeprowadził eksperymentalny pokaz działania telewizji kolorowej. W latach 1968–1970 dyrektorem Instytutu był prof. dr inż. Jan Felicki, zaś w latach 1970–1971 pełniącym obowiązki dyrektora był prof. dr. hab. Andrzej Sowiński. Od 1970 do 1991 r. dyrektorem był doc. mgr inż. Stanisław Kukacki. Od lat 70. nastąpiło przeprofilowanie ITR na konstrukcje i technologie dotyczące podzespołów biernych, tj. rezystorów, kondensatorów, rezonatorów kwarcowych, a także techniki ultradźwięków. Od 1975 r. ITR wszedł w skład kombinatu UNITRA-ELPOD. Przełom lat 80. i 90. wymusił konieczność przeprofilowania działalności ITR. Powstał m.in. dział zajmujący się technologiami teleinformatycznymi dla potrzeb energetyki. W latach 1991–1993 dyrektorem ITR był mgr inż. Ryszard Klincewicz. W dniu 1 września 2007 r. nastąpiło skonsolidowanie Instytutu Tele- i Radiotechnicznego z Przemysłowym Instytutem Elektroniki. Po tej konsolidacji, tematyka prowadzona przez PIE została podjęta w ITR (Centrum Technologii Próżni, Centrum Jakości, Centrum Technik Cieplno-Chemicznych, Centrum Automatyzacji Procesów). W latach 1993–2017 dyrektorem Instytutu był dr inż. Józef Gromek. Od września 2017 r. do kwietnia 2018 r. pełniącym obowiązki dyrektora był prof. dr hab. inż. Andrzej Nowakowski, obecnie dyrektorem jest dr inż. Janusz Sitek.
1 kwietnia 2019 r. Instytut Tele- i Radiotechnicznych wszedł w skład Sieci Badawczej Łukasiewicz. 1 listopada 2019 r. do Łukasiewicz-ITR został włączony Łukasiewicz-Instytut Optyki Stosowanej (Ł-INOS).

## Struktura Łukasiewicz-ITR
Prace badawcze i innowacyjne prowadzone są w wyspecjalizowanych centrach tj.:
- Centrum Technologii Teleinformatycznych
- Centrum Komercjalizacji Badań i Wdrożeń
- Centrum Technologii Elektronicznych
- Centrum Technologii Przemysłowych
- Centrum Fotoniki Stosowanej
- Centrum Laboratoriów Akredytowanych